# Lacostea
Genre
Lacostea est un genre obsolète de fougères de la famille des Hyménophyllacées.

## Liste des espèces
Le genre ne comprend que douze espèces (http://www.ipni.org IPNI - The international plant names index à la date de février 2013) :
- Lacostea ankersii (C.S.Parker ex Hook. & Grev.) Prantl (1875) : voir Trichomanes ankersii C.S.Parker ex Hook. & Grev.
- Lacostea auriculata (Blume) Prantl (1875) : voir Vandenboschia auriculata (Blume) Copel.
- Lacostea boryana (Kunze) Prantl (1875) : voir Cephalomanes atrovirens subsp. boryanum (Kunze) K.Iwats.
- Lacostea brachypus (Kunze) Prantl (1875) : voir Trichomanes pedicellatum Desv.
- Lacostea guianensis (J.W.Sturm) Prantl (1875) : voir Trichomanes guianense J.W.Sturm
- Lacostea javanica (Blume) Prantl (1875) : voir Cephalomanes javanicum (Blume) C.Presl
- Lacostea pedicellata (Desv.) Pic.Serm. (1977) : voir Trichomanes pedicellatum Desv.
- Lacostea rhomboidea (Bosch) Prantl 1875 : voir Cephalomanes javanicum (Blume) C.Presl
- Lacostea singaporiana (Bosch) Prantl (1875) : voir Cephalomanes javanicum (Blume) C.Presl
- Lacostea tanaica (Hook.) Prantl (1875) : voir Trichomanes tanaicum Hook.
- Lacostea tuerckheimii (Christ) Pic.Serm. (1977) : voir Trichomanes tuerckheimii Christ
- Lacostea zollingeri (Blume) Prantl (1875) : voir Cephalomanes javanicum (Blume) C.Presl

## Historique et position taxinomique
Roelof Benjamin van den Bosch décrit ce genre en 1861, dédié à Cornelius Marinus van der Sande Lacoste, botaniste bryologiste hollandais (1815-1887), avec deux espèces types Trichomanes ankersii C.S.Parker ex Hook. & Grev. et Trichomanes brachypus Kunze mais sans opérer de nouvelles combinaisons.
C'est Karl Anton Eugen Prantl qui classe, en 1875 dans ce genre, ses dix premières espèces. Il fait de Lacostea brachypus (Kunze) Prantl l'espèce type du genre. Il définit une section : Cephalomanes.
Konrad Hermann Heinrich Christ en fait une section du genre Trichomanes en 1897. Il n'y inclut que trois espèces : Trichomanes javanicum, Trichomanes pedicellatum et Trichomanes bachypus.
En 1906, Carl Frederik Albert Christensen en fait une section du sous-genre Cephalomanes du genre Trichomanes avec comme espèce-type Trichomanes pedicellatum.
En 1938, Edwin Bingham Copeland abandonne complètement le genre : il répartit les espèces dans différents genres :
- Feea avec Feea trollii (Trichomanes tuerckheimii)
- Macroglena avec Macroglena angustimarginata (Trichomanes ankersii),
- Nesopteris avec Nesopteris grandis (Trichomanes guianense),
- Cephalomanes avec Cephalomanes atrovirens (Trichomanes rhomboideum), Cephalomanes boryanum, Cephalomanes javanicum et Cephalomanes singaporianum,
- Vandenboschia avec Vandeboschia auriculata et Vandenboschia parva (Trichomanes pedicellatum),
- Selenodesmium avec Trichomanes tanaicum (sans nouvelle combinaison).

De tous ces reclassements, seuls ceux dans le genre Cephalomanes et partiellement Vandenboschia subsistent.
En 1968, Conrad Vernon Morton en fait une section du sous-genre Achomanes du genre Trichomanes. Il y place Trichomanes ankersii, Trichomanes pedicellatum, Trichomanes tanaicum et Trichomanes tuerckheimii (les quatre espèces de base du sous-genre actuel).
En 1975, J.A. Crabbe, A.C. Germy et J.T. Mickel font à nouveau de Lacostea un genre à part entière de la famille des Hymenophyllacées.
En 1977, Rodolfo Emilio Giuseppe Pichi Sermolli complète le genre Lacostea par deux espèces : Lacostea pedicellata (Desv.) Pic.Serm. (qui remplace Lacostea brachypus (Kunze) Prantl en raison de la synonymie de Trichomanes brachypus avec Trichomanes pedicellatum, décrit antérieurement) et Lacostea tuerckheimii (Christ) Pic.Serm..
En 2006, Atsushi Ebihara, Jean-Yves Dubuisson, Kunio Iwatsuki, Sabine Hennequin et Motomi Ito en font un sous-genre du genre Trichomanes avec les quatre espèces relevées par Conrad Vernon Morton.
En tant que genre, il est donc synonyme partiel de :
- Trichomanes subgen. lacostea (espèces Lacostea ankersii Hook., Lacostea brachypus (Kunze) Prantl, Lacostea guianensis (J.W.Sturm) Prantl, Lacostea pedicellata (Desv.) Pic.Serm., Lacostea tanaica (Hook.) Prantl et Lacostea tuerckheimii (Christ) Pic.Serm.)
- Cephalomanes (espèces de la section Cephalomanes : Lacostea boryana (Kunze) Prantl, Lacostea javanica (Blume) Prantl, Lacostea rhomboidea (Bosch) Prantl, Lacostea singaporiana (Bosch) Prantl et Lacostea zollingeri (Blume) Prantl)
- Vandenboschia sous genre Lacosteopsis (espèce Lacostea auriculata (Blume) Prantl)